# Trzcianka (powiat przasnyski)
Trzcianka – wieś w Polsce położona w województwie mazowieckim, w powiecie przasnyskim, w gminie Przasnysz.
Miejscowość jest wsią sołecką.
| SIMC    | Nazwa           | Rodzaj    |
| ------- | --------------- | --------- |
| 0518205 | Smoleń-Brzęczki | część wsi |
| 0518211 | Smoleń-Daćbogi  | część wsi |
| 0518228 | Smoleń-Suwino   | część wsi |

W latach 1975-1998 miejscowość należała administracyjnie do województwa ostrołęckiego.
Wierni Kościoła rzymskokatolickiego należą do parafii św. Jana Chrzciciela w Węgrze.